# Kruthorntjärnen
Kruthorntjärnen är en sjö i Örnsköldsviks kommun i Ångermanland och ingår i Gideälvens huvudavrinningsområde. Sjön har en area på 0,105 kvadratkilometer och ligger 239 meter över havet.

## Delavrinningsområde
Kruthorntjärnen ingår i det delavrinningsområde (709181-162798) som SMHI kallar för Utloppet av Kruthorntjärnen. Medelhöjden är 243 meter över havet och ytan är 0,36 kvadratkilometer. Det finns ett avrinningsområde uppströms, och räknas det in blir den ackumulerade arean 0,95 kvadratkilometer. Vattendraget som avvattnar avrinningsområdet har biflödesordning 2, vilket innebär att vattnet flödar genom totalt 2 vattendrag innan det når havet efter 99 kilometer. Avrinningsområdet består mestadels av skog (71 procent). Avrinningsområdet har 0,11 kvadratkilometer vattenytor vilket ger det en sjöprocent på 29,9 procent.